# 京都市立下京雅小学校
京都市立下京雅小学校（きょうとしりつ しもぎょうみやびしょうがっこう）は京都府京都市下京区醒ヶ井通松原下る篠屋町59にある公立小学校。

## 沿革
- 2017年（平成29年）4月1日 - 京都市立醒泉小学校及び京都市立淳風小学校が統合し開校[1]。最初は旧京都市立格致小学校跡地に建設された校舎で開校となった。
- 同年4月7日　京都市立下京雅小学校 開校式 教職員数24名 児童数312名
- 2020年(令和2年)4月1日 仮校舎(元格致小学校敷地)から完成した新校舎へ移転(元醒泉小学校跡地)

## 卒業後の進路
卒業後は基本的に京都市立下京中学校に進学する。